# Триколор
Триколо́р (фр. tricolore) — прапор, який складається з трьох кольорів. Вертикальний державний триколор походить від прапора Франції.
Триколори досить широко поширені, наприклад, Прапор Румунії, Прапор Мексики, Прапор Росії, Прапор Бельгії, Прапор Німеччини, Прапор Люксембургу.
Французький триколор виник під час Французької революції. Під час революції парижани ходили по місту з синьо-червоними бантами та кокардами (геральдичні кольори Парижа), проте новий мер міста на знак примирення з королем вирішив додати до революційних кольорів — білий, колір монархічної влади .
Розрізняють вертикальні (французький, мексиканський, румунський, бельгійський, італійський) і горизонтальні (нідерландський, німецький, російський) триколори.

## Приклади
| Азербайджан | Андорра   | Афганістан   | Бельгія     | Болгарія | Болівія | Венесуела | Вірменія    |
| Габон       | Гана      | Гвінея       | Еквадор     | Естонія  | Ефіопія | Єгипет    | Ємен        |
| Індія       | Ірак      | Іран         | Ірландія    | Італія   | Камерун | Колумбія  | Кот-д'Івуар |
| Лесото      | Литва     | Лівія        | Люксембург  | Малаві   | Малі    | Мексика   | Нідерланди  |
| Нігер       | Німеччина | Парагвай     | Румунія     | Росія    | Сенегал | Сербія    | Сирія       |
| Словаччина  | Словенія  | Сьєрра-Леоне | Таджикистан | Угорщина | Франція | Хорватія  | Чад         |